# Hyundai Wia
Hyundai Wia — южнокорейская корпорация, ранее известная как WIA ( World Industries Ace ; кор .  위아 ), входит в состав крупнейшего Национального холдинга Hyundai Motor Group. Компания основана в 1976 году. Занимает второе место в Южной Корее по объёму производства автозапчастей. 
Компания производит автомобильные двигатели, модули, ШРУСы и системы полного привода корейским автопроизводителям Hyundai, Kia и Genesis. Hyundai Wia занята производство и продажей различной крупнокалиберной артиллерии, деталей для самолетов, роботов и прессовых устройств, а также производит станки и робототехнику. 
В 2015 году общие активы компании составляли 5,4 млрд долларов США.
В производстве задействованы почти 3 тысячи сотрудников.
Основатель Hyundai Group — Чон Чжу-ён.

## Сферы производства
- Станкостроение
- Производство промышленных роботов
- Производство автомобильных запчастей, автомобильных модулей, автомобильных двигателей.
- Производство высокоточных металлообрабатывающих станков с ЧПУ.

Оборонная промышленность 
- Производство артиллерийского оружия (пушки, гаубицы)
- Производство компонентов для авиастроения